# Vértesszőlős
Vértesszőlős, slovensky Síleš nebo Séleš, je obec v severním Maďarsku v okrese Tatabánya, v župě Komárom-Esztergom. Vesnice leží na západním úpatí pohoří Gerecse, protéká jí potok Átalér. Světoznámou se vesnice stala v 60. letech 20. století, kdy v ní byly nalezeno rozsáhlé sídliště Homo erectus. Žije zde přibližně 3 600 obyvatel.

## Geografie a geologie

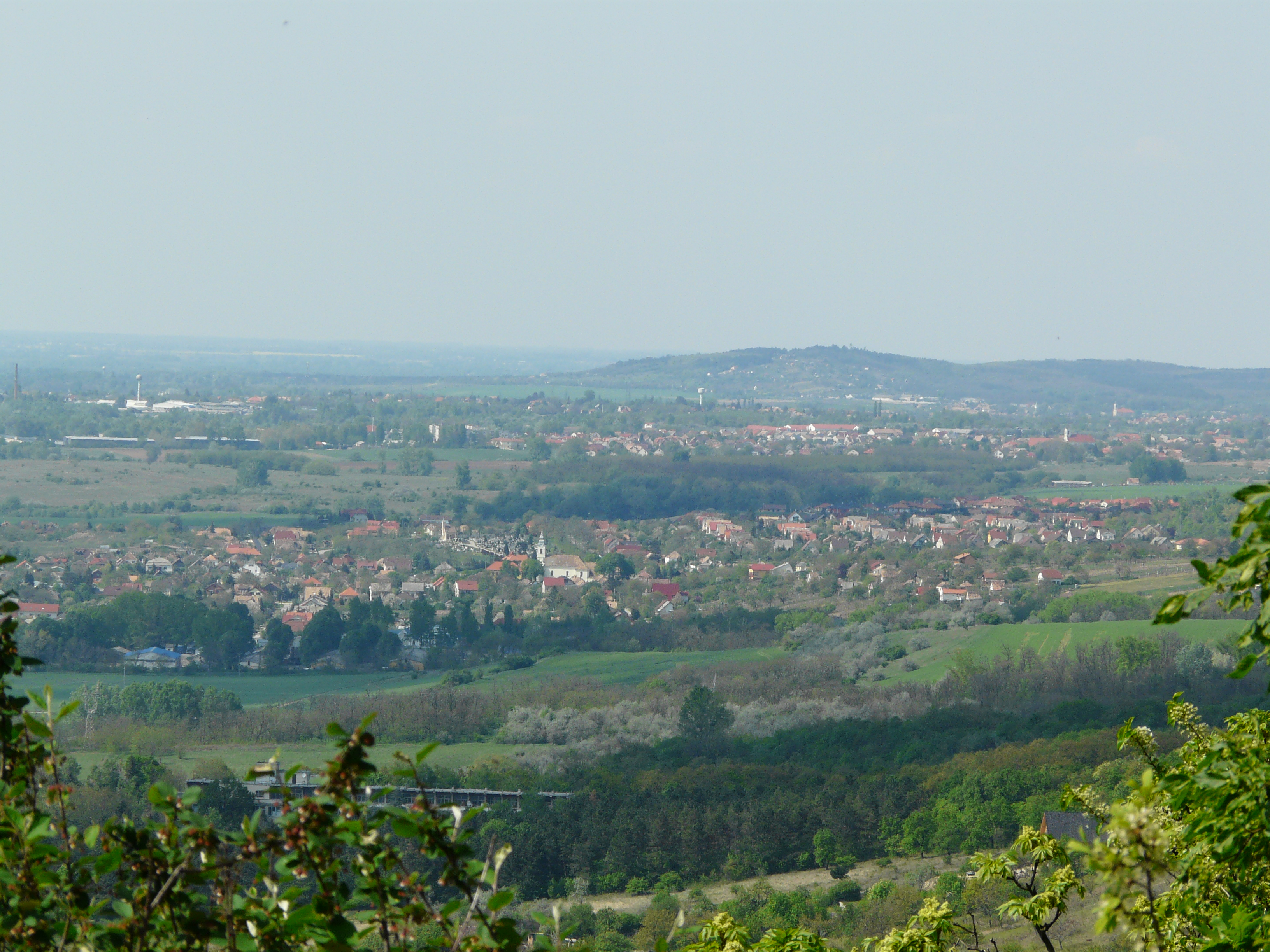
Pohled na obec z vrchů nad městem Tatabánya

Tok potoka Átalér vytvořil v místě čtyři až pět teras vyhloubených vodou v travertinu, které byly již ve starší době kamenné osídleny. Od dob římského osídlení až doposud je zde travertinový vápenec těžen a využíván ve stavebnictví.

## Archeologické naleziště
I přes četné archeologické výzkumy nebylo v Maďarsku dlouho objeveno žádné paleolitické naleziště. Z Vértesszőlőse byly známy nálezy rostlinných zkamenělin v místním travertinu. Jejich stáří je odhadováno na 400 000–500 000 let. Až nálezy archeologů Ottó Hermanse a Ottokára Kadicse ze začátku 20. století v jeskyni Szeleta nedaleko Miskolce dokázaly, že území dnešního Maďarska bylo osídleno již ve starší době kamenné.
Roku 1962 zde geolog Márton Pécsi, který zde prováděl stratigrafický průzkum travertinových vrstev nalezl první archeologické artefakty z kvarcitu a zvířecí kosti se stopami tepelné úpravy. V letech 1963 až 1968 zde probíhal rozsáhlý archeologický průzkum pod vedením László Vértese. 1. května 1968 zde bylo otevřeno muzeum pod širým nebem jako pobočka Národního muzea v Budapešti. László Vértes často prohlašoval: „Žiji a umírám pro Vértesszőlős“. Tento výrok se potvrdil krátce po otevření muzea, Vértes zemřel na onemocnění srdce, které si přivodil náročnou prací právě ve Vértesszőlősi.

### Kamenné industrie
Během vykopávek bylo nalezeno celkem 8890 kusů kamenných artefaktů valounové industrie. Materiál těchto nástrojů pochází výlučně z místních lokalit, především z teras vytvořených potokem Átalér. Jedná se hlavně o vápenec a kvarcit. Přibližně polovina z nalezených nástrojů nese výrazné známky použití. Mezi těmito nástroji jsou sekáče s unifaciální i bifaciální úpravou ostří, úlomky sloužící jako řezné nástroje, škrabky, struhadla a špice a také jednoduché pěstní klíny.
Vértes se pokusil vytvořit z inventáře těchto nástrojů specifickou typologii a nazval ji „Buda-Industrie“. Tuto myšlenku se však nepodařilo prosadit a dnes jsou kamenné nálezy z této lokality řazeny ke starším Acheuléenským nebo Abbevillienským industriím.

### Kostěné industrie
Ve Vértesszőlősi bylo nalezeno také 105 kostěných fragmentů, které byly jednoznačně určeny jako nástroje. Tyto nástroje nebyly pouze rozštěpeny, ale byly opracovány podobně jako kamenné nástroje. Kromě toho zde byl nalezen také pěstní klín z kosti. Kosti byly používány kromě výroby nástrojů pravděpodobně také jako palivo.

### Nález člověka – Vértesszőlős I
V travertinových vrstvách byly během vykopávek v roce 1965 nalezeny čtyři fragmenty mléčných zubů patřících asi sedmiletému dítěti. Jednalo se o levý špičák a levé stoličky spodní čelisti (v literatuře označováno jako Vsz I). Antropologické určení je sporné, jisté je, že se jedná o druh člověka žijícího v Evropě ještě před člověkem neandrtálským, pravděpodobně jde o Homo erectus heidelbergensis – Homo heidelbergensis.

### Nález člověka – Vértesszőlős II
Během stejné etapy vykopávek jako v předchozím případě, byly 21. srpna opět v travertinové vrstvě, asi 8 metrů od předchozího nálezu, nalezeny ostatky pravěkého člověka (v literatuře označováno jako Vsz II). Část týlní kosti patřila pravděpodobně mladému dospělému muži. K deformacím, které jsou na kosti patrné, došlo až posmrtně při uložení v travertinové vrstvě, žádná z nich nebyla patologická. Na velkém týlním otvoru jsou znatelné stopy, o kterých se Vértes domníval, že jsou pozůstatkem rituálního odstranění mozku a možná i důsledkem kanibalismu. Tento názor je však dnes považován za nepravděpodobný. Antropologické určení je opět obtížné, objem lebky je cca 915–1225 cm³, což odpovídá druhu Homo erectus heidelbergensis.
Zvláštností naleziště jsou velmi dobře zachovalé stopy osídlení, výjimečné v období starší doby kamenné. V prostoru naleziště byly kromě živočišných pozůstatků (včetně stop), které z větší části nemají souvislost s osídlením, nalezeny části kostí, které mohou být jednoznačně určeny jako zbytky potravy, některé nesou stopy po nožích po odkrojování masa a po získávání morku z kostí.
Ze zvířat byly ve Vértesszőlősi zpracováváni koně (Equus mosbachensis), jeleni (Cervus elaphus) a bizoni (Bison schoetensacki). Nalezeno bylo také velké množství kostí medvědích (Ursus deningeri) u kterých však není jisté, zda zde byly uloženy přirozeně nebo člověkem.
Původní teorie o využití mršin postupem bádání ustoupila do pozadí, a i přes nedostatek přímých důkazů o lovu, je možné díky velkému množství zvířecích kostí o Vértesszőlősi mluvit jako o staropaleolitické lovecké stanici.
Nejednalo se o lov v pravém smyslu slova, spíše o taktiku lovu, známou dnes u některých domorodých národů: zvířecí stádo při napájení se u pramene nebo řeky bylo obklíčeno, a následně zpanikařeno hlukem, házením předmětů a také pomocí ohně. Zpanikařená zvířata se zraňovala podupáním nebo uklouznutím. Poraněná zvířata pak lovci mohli snáze zabít. Tato technika se pro toto naleziště zdá velmi pravděpodobná, protože zde nebyly nalezeny žádné zbraně použitelné pro klasický lov. V této době byly pravděpodobně luky a oštěpy ještě neznámé.
Roku 1966 nalezl István Skoflek během práce na zahradě ve sprašové vrstvě 5 cm silnou vrstvu dřevěného uhlí ve formě čoček širokou asi 7 metrů. Při podrobnějším průzkumu 47 nalezených částic dřevěného uhlí a částečně do hněda spálené spraše, se dospělo k názoru, že se zde nacházelo ohniště, které díky své mocnosti, barvě a nalezeným zbytkům, bylo využíváno po dobu několika let.
Nález ohniště se stal archeologickou senzací, protože do té doby se předpokládalo, že ve starší době kamenné neznali oheň. Naleziště Vértesszőlős se tak stalo dalším důkazem. Dle stop kostí v ohništích se předpokládá, že kosti v ohništích sloužily i jako palivo a udržovaly oheň, který několik dní jen doutnal a následně byl znovu rozdmýchán.

### Datace
Vrstvy s nálezy lidských lebek byly thorium-uranovou metodou datovány na stáří 350 000 let, použití elektronspinové resonanční metody určilo stáří na 333 000 +/– 17 000 let. Maximální stáří vrstev bylo určeno na 600 000 let. Datace zvířecích kostí a popela byla určena na asi 350 000 let a zařazena do středního pleistocénu.

### Význam lokality
Na základě množství a kvality nálezů z Vértesszőlőse je možné toto naleziště řadit na roveň dalším významných staropaleolitickým nalezištím: Bilzingsleben, Schöningen, Boxgrove, Swanscombe aj. Významné je zde, jinde zřídka se vyskytující, sídliště a nálezy nalezené a zkoumané in situ, tedy ve své původní lokaci.
Mimo to místní nálezy potvrzují teorii o zalidnění evropského kontinentu od britských ostrovů až po Karpaty již v starším paleolitu.

## Hospodářství
Významné je v obci zemědělství, především pěstování vinné révy na svazích pohoří Gerecse. Místní vinice patří do vinařské oblasti Ászár-Neszmély. Význam má také těžba travertinu a těžba cihlářských jílů severně od obce. Fungovala zde také cihelna. Velká část obyvatel obce dojíždí za prací do blízkých měst Tatabánya (dříve především hlubinná těžba hnědého uhlí) a Tata, případně i do vzdálenějšího Komárna nebo Budapešti.

## Doprava
Západním okrajem obce prochází silnice č. 1 z Budapešti přes Győr a Vídně. Dříve to byl hlavní silniční tah do severozápadního Maďarska a Rakouska a velmi zatěžoval obec tranzitní dopravou. Odlehčení přišlo s vybudováním dálnice M1 v 80. letech 20. století. Dálnice vede západně od obce.
Obcí také prochází hlavní dvojkolejná železniční trať Budapešť – Györ – Hegyeshalom – (Vídeň). V 90. letech 20. století prošla tato trať rekonstrukcí a v prostoru železniční zastávky Vértesszőlős, ležící v oblouku byla přeložena o cca 10 metrů ke středu oblouku a traťová rychlost v tomto úseku byla zvýšena na 140 km/h. Na zastávce zastavují osobní vlaky.
Autobusová doprava je zajišťována linkou z Taty do Tatabányi provozovanou společností Vértes Volán.

## Pamětihodnosti
- římskokatolický kostel zasvěcený Panně Marii z 18. století postavený architektem Jakabem Fellnerem
- archeologické naleziště a muzeum pravěkého sídliště
- pomník padlým v 1. a 2. světové válce

## Obyvatelstvo
Ve vesnici žila velmi početná slovenská menšina, národnostní složení obce se změnilo v roce 1947, kdy byla provedena výměna obyvatelstva mezi Československem a Maďarskem. I dnes se lze ještě slovensky v obci domluvit, je zde aktivní Slovenské centrum.